# Oddział partyzancki
Oddział partyzancki (tyt. oryg. Njësiti guerril) – albański film fabularny z roku 1969 w reżyserii Hysena Hakaniego na motywach powieści Guerilet Skendera Jasy.

## Opis fabuły
Akcja filmu rozgrywa się w czasie II wojny światowej, w czasie włoskiej okupacji Albanii. Ludovik – agent włoskiego wywiadu SIM (włos. Servizio Informazioni Militare) ma odegrać kluczową rolę w operacji "Czarny wąż", zmierzającej do rozpracowania albańskiego ruchu oporu. W ostatniej chwili agent zostaje zdemaskowany.
Film realizowano w Tiranie.

## Obsada
- Ndrek Luca jako dowódca oddziału
- Petrit Llanaj jako Agron
- Drita Haxhiraj jako Drita
- Saimir Kumbaro jako Gjergji
- Kadri Pirro jako Ludovik
- Vangjel Heba jako porucznik Petro
- Sulejman Dibra jako agent 013
- Fitim Makashi jako Vildani
- Marie Logoreci jako matka
- Shkëlqim Basha jako Gramoz
- Marika Kallamata jako matka Gjergjego
- Lazër Vlashi jako oficer
- Spiro Urumi jako Markalleshi
- Zejnulla Hatibi jako kapral Gino
- Dhimitraq Pecani
- Fatos Haxhiraj
- Pellumb Dervishi
- Skënder Plasari
- Avni Resuli
- Fiqiri Seidiaj
- Hysen Pelingu